# André Cherrier

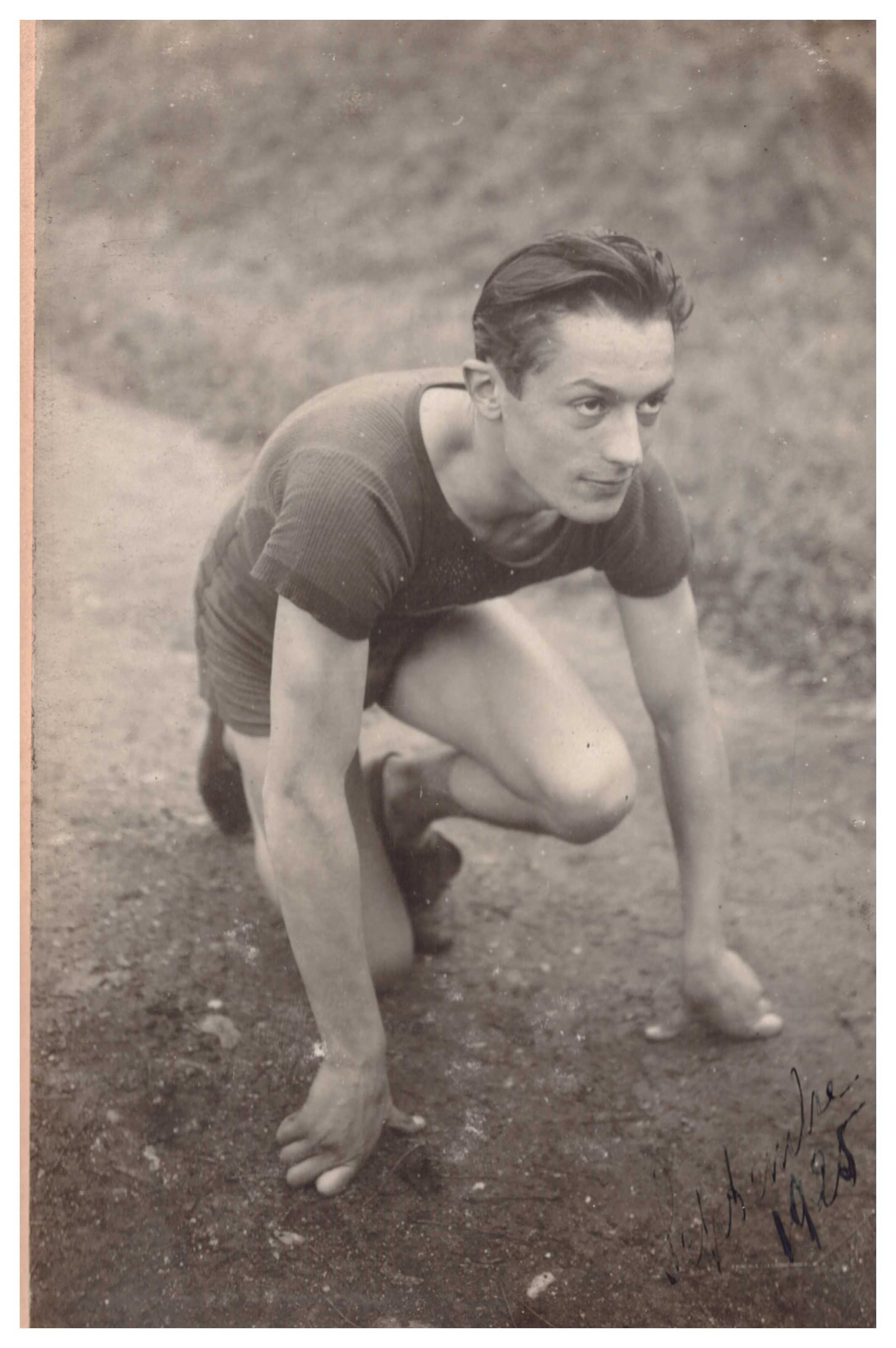
André Cherrier im Stade Olympique Yves-du-Manoir

André Lucien Cherrier (* 6. Januar 1905 in Paris; † 28. Juli 1979 in Bondy) war ein französischer Hochspringer.
Bei den Olympischen Spielen 1928 in Amsterdam wurde er Siebter mit 1,88 m.
Seine persönliche Bestleistung von 1,90 m stellte er 1928 auf.